# Af Ugglas
af Ugglas är en svensk friherrlig och grevlig adelsätt. Den friherrliga ätten är utgrenad via primogenitur ur den grevliga ätten genom stamfadern excellensen greve Samuel af Ugglas. Greve Samuel af Ugglas var en av Gustav III:s viktigaste och närmsta män, och ätten af Ugglas bestod sig nära kungafamiljen när Gustaf IV Adolf tog efter sin far. Därav är ätten af Ugglas erkänt en av de mest framstående gustavianska familjerna. Ättens huvudman är idag greve Carl af Ugglas på familjegodset Säby, Aspö. 

## Historik
Ätten kommer från bergsmansgården Uggelviken i Falun och räknar sina anor från Per Ugla, som omtalas i Gustav Vasas historia. Ättens äldste kände stamfader är Samuel Danielsson (död 1677) som var bergsman och bosatt på Uggelviken i Stora Kopparbergs socken. Ättlingar var huvudsakligen verksamma i Falun som bergsmän. En ättling, Samuel Ugla var kronobefallningsman i Säters stad och gift med en dotter till den pommerske befallningsmannen i Uppland, Per Zachariasson. Deras son Petrus Ugla var teologie doktor och kontraktsprost i Hedemora, och gift med Helena Norrström, vars far Olof Norrström var kontraktsprost och modern en Troilia, syster till ärkebiskop Samuel Troilius, och vars släkt på fädernet länge varit kyrkoherdar i Dalarna, samt var ättlingar till Stormor i Dalom och Bureätten.
Samuel Ugla gjorde sin bana i kungliga kansliet, sekreteraren i lagkommissionen sedermera landshövdingen i Stockholms län och överståthållaren i Stockholm, presidenten i kammarkollegium och en av rikets herrar. Han adlades den 22 september 1772 på Stockholms slott av Gustav III under namnet af Ugglas och upptog valspråket "Etiam in tutis vigil" på latin och har svenska översättningen till "Äfven under tryggaste lugn vaksam". Han introducerades den 15 maj 1777 med nummer 2111 och uppflyttades som kommendör av Nordstjärneorden den 11 november 1790 till kommendörsätt i dåvarande andra klassen, riddarklassen, under nummer 2111 A, varvid den adliga ätten utgick. Han upphöjdes vidare den 18 november 1796 till friherrlig av Gustav  IV Adolf på nummer 311 och introducerades i denna egenskap den 20 januari 1797 varvid kommendörsätten utgick. Han upphöjdes den 16 november 1799 till grevlig värdighet på Stockholms slott och introducerades 21 december samma år med nummer 105 på Sveriges Riddarhus. Den grevliga ätten adlades med primogenitur, varigenom endast äldste sonen till förutvarande greve innehar grevevärdigheten. Övriga barn är friherrliga. År 1782 köpte Samuel Forsmarks bruk som ägdes inom familjen fram till 1975. Samuel af Ugglas hustru var Carolina Wittfoth vars far var brukspatron på Gysinge bruk. Dottern Helena Charlotta gifte sig med statsrådet Gustaf Fredric Åkerhielm af Margaretelund och ätten fortlevde på svärdssidan genom sonen Pehr Gustaf af Ugglas varifrån de nuvarande medlemmarna härstammar. Han köpte Harnäs bruk samt flera andra järnverk, och ättlingar var vid sidan av deras offentliga karriärer brukspatroner på flera bruk.
Den 31 december var 77 personer med efternamnet af Ugglas bosatta i Sverige.

## Vapensköld
När Greve Samuel af Ugglas upptog friherrlig och sedan grevlig rang blev det Gustav III:s namnskiffer i första fältet och i den högra hjälmprydnaden, att det tredje fältet borde syfta på släktens rötter i Dalarna (dalapilarna), eftersom motsvarar landskapsvapnet med förändrade tinkturer och att armen som sticker upp ur kronan på den vänstra hjälmen nog syftar på hans uppdrag som riksråd (hermelinbrämad karmosinröd ärm) och president i Kammarkollegiet (nyckeln). Korset i lejonets tassar i det fjärde fältet kan möjligen syfta på alla de kyrkoherdar af Ugglas som fanns bakåt i släkten. I mitten ser vi kattugglan.

## Blasonering
| ”                                                                          | En Skjöld, klufven och delad uti Fyra Fält, igenom et smalt vid ändarne utrundadt Kors af Guld, öfver hvilket midt uti en Hjert-Skjöld af Guld ligger, uti hvilken, utur en på en Grön Wall stående afbruten Stam, upväxer ifrån den Vänstra til den Högra Sidan en grönskande Gren med Löf beprydd, uppå hvilken en til höger vänd Uggla af Naturlig Färg sig hvilar. Uti det första Fältet, som är Blått, ses Högst Salig Konung Gustaf III:djes Höga Namns Chiffer af Guld, beprydt ofvantil med en gyldene Kongl. Krona. Det andra Fältet är styckat, i hvars öfra del af Guld en Svart Grip med utsträckta Vingar, håller ett gyldene Riks-Äpple, stäldt i den andra delen af det styckade Fältet, som är Röd. I det tredje Fältet, som är Rödt, äro tvänne Dahl-Pilar af Silfver, med Uddarne upåt vände, korsvis lagde, öfver hvilka, emellan deras Uddar, ses en gyldene Krona. Det fjerde Fältet är af Silfver, där et Rödt til Höger vändt Lejon håller i Fötterne ett Svart Patriarchal-Kors. Ofvanpå Skjölden är en Fri-Herre Krona emellan Tvänne öppna Torner-Hjelmar, med sådana Kronor prydda. Uppå den Högra Hjelmen upstiger til hälften et til höger vändt Lejon, hållande en Blå Skjöld, beprydd med Högst Salig Konung Gustaf III:djes Höga Namns Chiffer och den Kongl:e Gyldene Kronan der ofvan uppå. På den Vänstra upreser Sig en Röd klädd Arm, som fattar En Nyckel af Guld. Skjölden hålles af Tvänne modiga Hvita Hästar; aldeles såsom det här med sina egenteliga Färgor afmålat finnes | „ |
| – Friherrebrevet i original, RHA. Transkription: Göran Mörner, 2017-04-26. | |   |

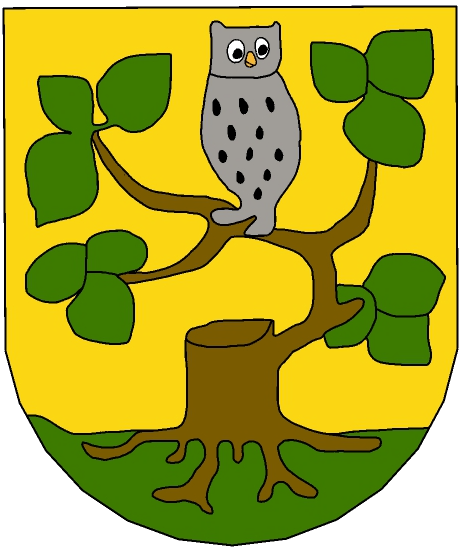
Sköldmärke

## Personer ur ätten af Ugglas

### Alfabetiskt ordnade
- Bertil af Ugglas (1934–1977), civilekonom, politiker, moderat
- Caroline af Ugglas (född 1972), konstnär, sångerska och körledare
- Gustaf af Ugglas (1820–1895), finansminister, överståthållare
- Ludvig af Ugglas (1814–1880), kabinettskammarherre, politiker
- Ludvig Gustaf Joachim af Ugglas (1856–1922), militär, företagsledare och hovman
- Margaretha af Ugglas, född Stenbeck (född 1939), utrikesminister
- Oscar af Ugglas (1901–1984), sjöofficer, kammarherre
- Peder af Ugglas (född 1962), gitarrist och producent
- Pehr Gustaf af Ugglas (1784–1853), bruksägare och politiker
- Samuel af Ugglas (1750–1812) överståthållare, president i kammarkollegium
- Theresia af Ugglas (1793–1836), målare och tecknare
- Theresia Ulrika Elisabet Wilhelmina af Ugglas (1829–1881), tecknare och målare
- Yvonne af Ugglas (född 1946), sångpedagog och sångerska

### Kronologiskt ordnade
- Samuel af Ugglas (1750–1812) överståthållare, president i kammarkollegium
- Pehr Gustaf af Ugglas (1784–1853), bruksägare och politiker
- Theresia af Ugglas (1793–1836), målare och tecknare

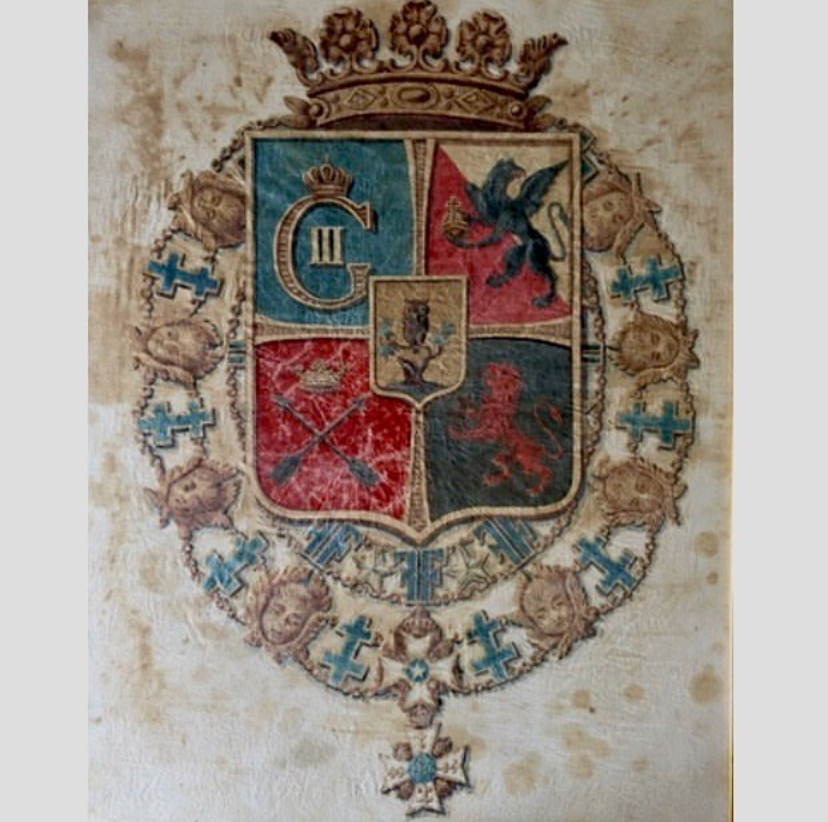
Serafimerordens af Ugglas vapen. Orden är Sveriges främsta och högsta utmärkelse.

- Ludvig af Ugglas (1814–1880), kabinettskammarherre, politikerSerafimerordens af Ugglas vapen. Orden är Sveriges främsta och högsta utmärkelse.Gustaf af Ugglas (1820–1895), finansminister, överståthållare
- Theresia Ulrika Elisabet Wilhelmina af Ugglas (1829–1881), tecknare och målare
- Ludvig Gustaf Joachim af Ugglas (1856–1922), militär, företagsledare och hovman
- Oscar af Ugglas (1901–1984), sjöofficer, kammarherre
- Bertil af Ugglas (1934–1977), civilekonom, politiker, moderat
- Margaretha af Ugglas, född Stenbeck (född 1939), utrikesminister
- Yvonne af Ugglas (född 1946), sångpedagog och sångerska
- Peder af Ugglas (född 1962), gitarrist och producent
- Caroline af Ugglas (född 1972), konstnär, sångerska och körledare